# Blevins
Blevins è un comune degli Stati Uniti d'America, situato in Arkansas, nella contea di Hempstead.